# 西河洋一
西河 洋一（にしかわ よういち、1963年 - ）は日本の企業家。飯田グループホールディングス株式会社代表取締役社長、および株式会社アーネストワン取締役会長を務めた。日本開発工学会会員。一般財団法人アーネスト育成財団理事長。一般社団法人MOT振興協会理事。
2013年に飯田グループ6社の経営統合を行い、持株会社として設立された飯田グループホールディングスの初代代表取締役社長に就任した。

## 経歴
- 1963年　神奈川県に生まれる[2]
- 1982年　和田建設株式会社に入社[3]
- 1999年　アーネストワン（旧　伏見建設株式会社）に入社[3]
- 2000年　アーネストワン　代表取締役社長に就任[3]
- 2009年　芝浦工業大学大学院　工学マネジメント研究科修了[3]
- 2012年　一般財団法人アーネスト育成財団　設立
- 2013年　飯田グループホールディングス代表取締役社長、アーネストワン　取締役会長に就任[3]
- 2021年4月　飯田グループホールディングス取締役会長
- 2021年11月　飯田グループホールディングス取締役会長を辞任